# Pleurobranchidae
Famille
Les Pleurobranchidae forment une famille de mollusques opisthobranches de l'ordre des Pleurobranchomorpha.

## Liste des genres
Selon World Register of Marine Species, prenant pour base la taxinomie de Bouchet & Rocroi (2005), on compte sept genres :
- Bathyberthella Willan, 1983 -- 4 espèces
- Berthella Blainville, 1824 -- 22 espèces actuelles et 5 fossiles
- Berthellina Gardiner, 1936 -- 12 espèces
- Boreoberthella Martynov & Schrödl, 2009 -- 1 espèce
- Pleurehdera Ev. Marcus & Er. Marcus, 1970 -- 1 espèce
- Pleurobranchus Cuvier, 1804 -- 20 espèces
- Tomthompsonia Wägele & Hain, 1991 -- 1 espèce

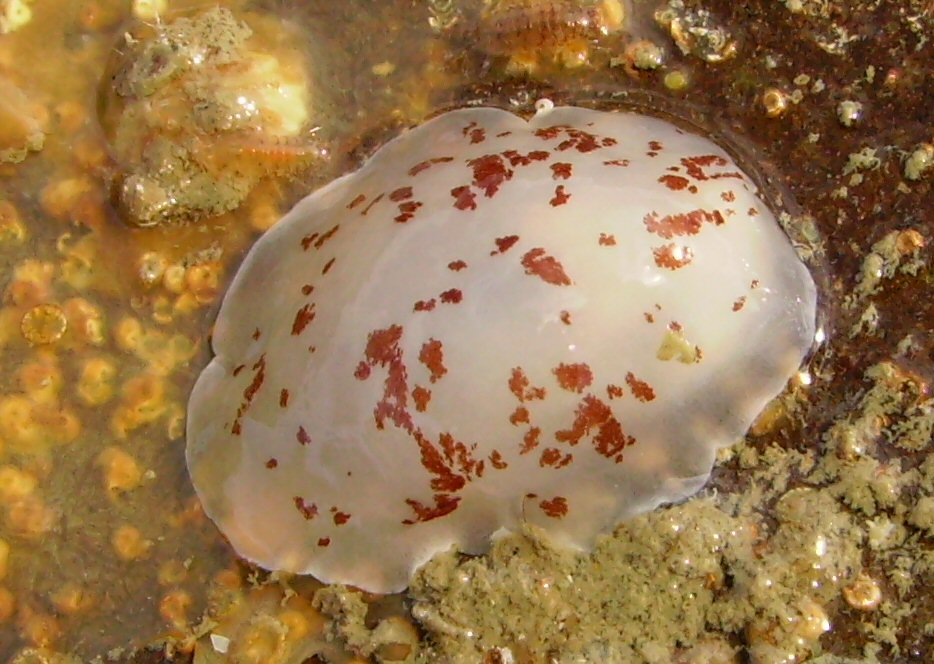
Berthella ornata
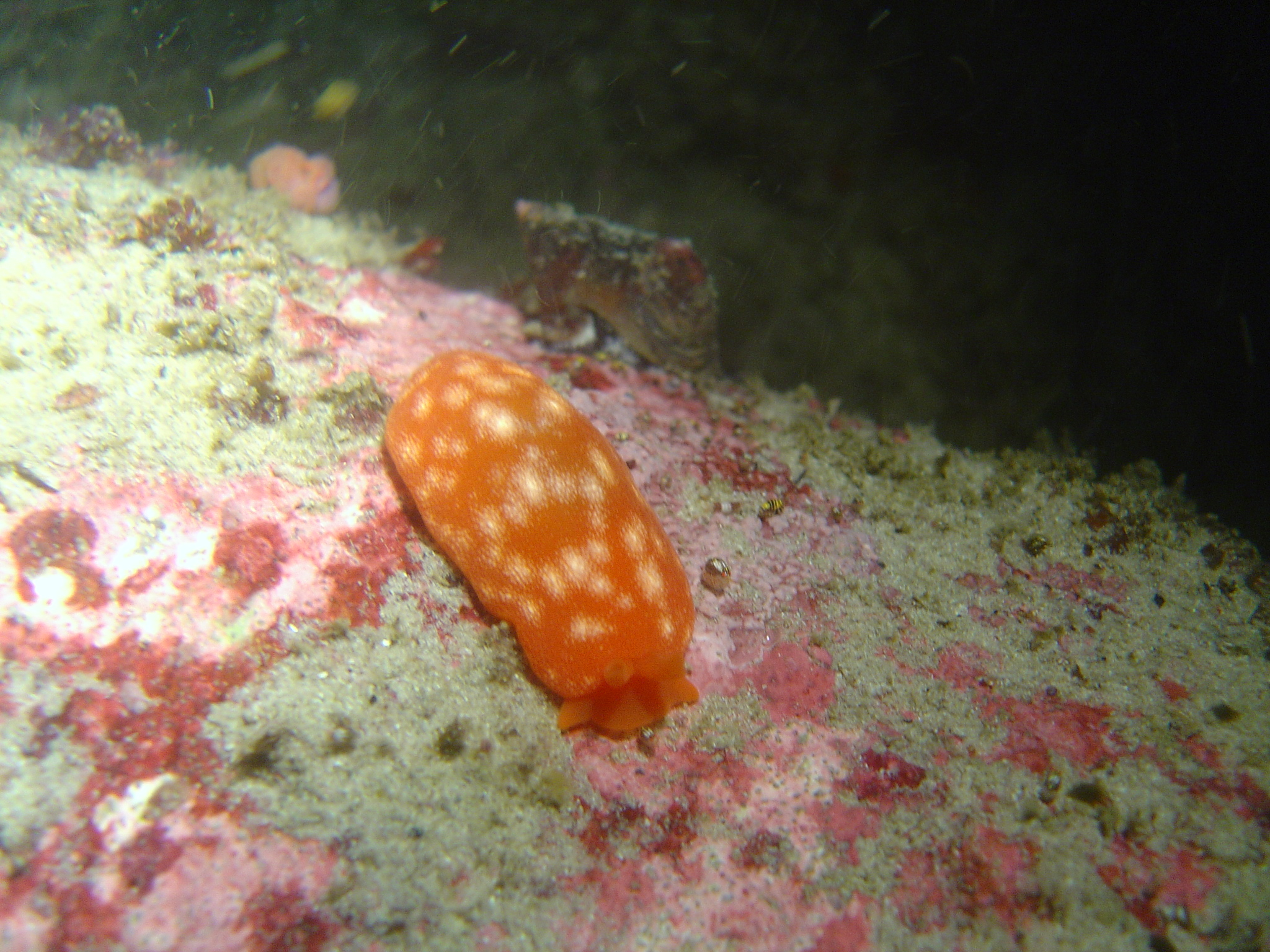
Berthellina granulata
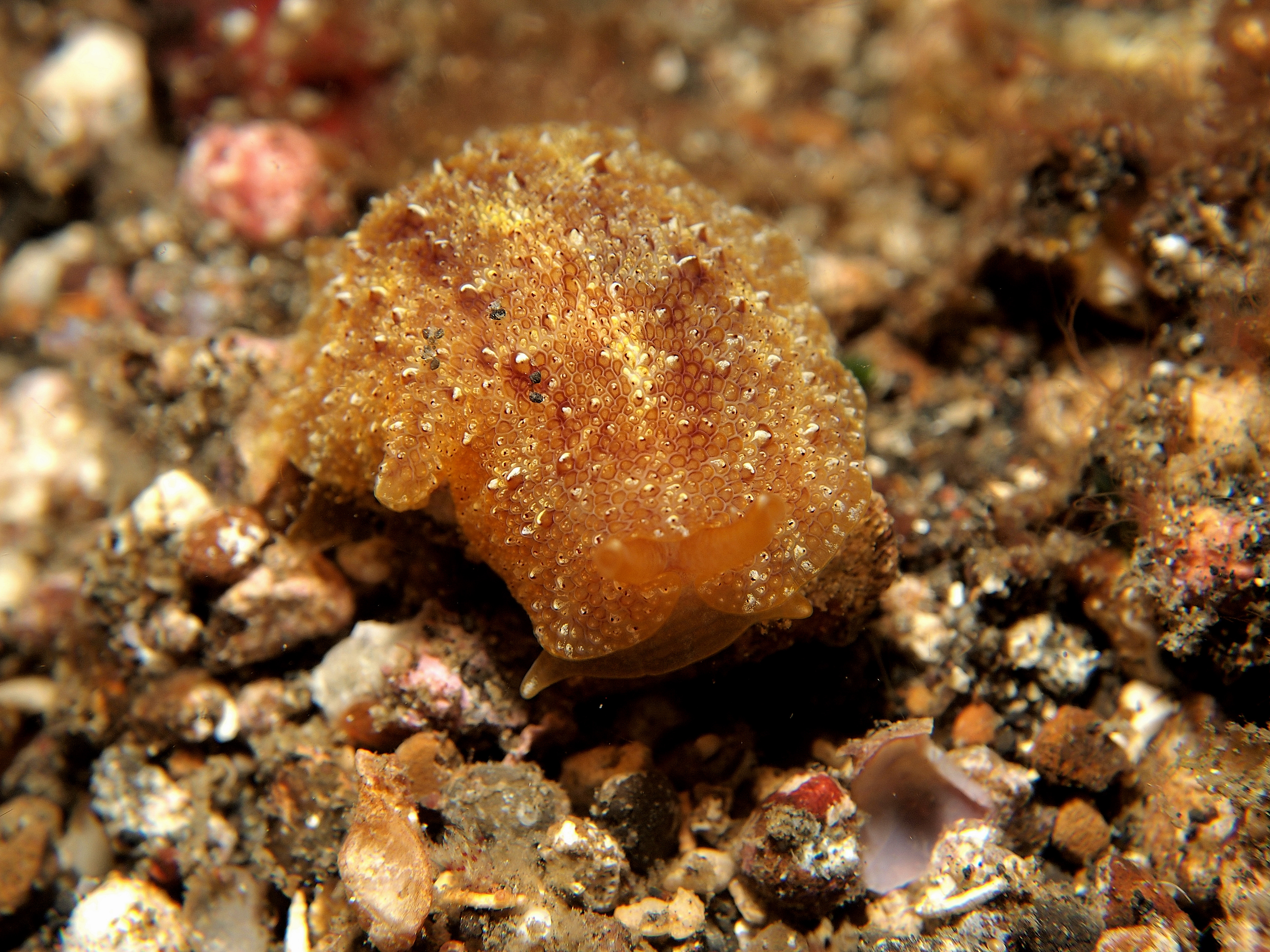
Pleurobranchus albiguttatus